# Claire Bauroff

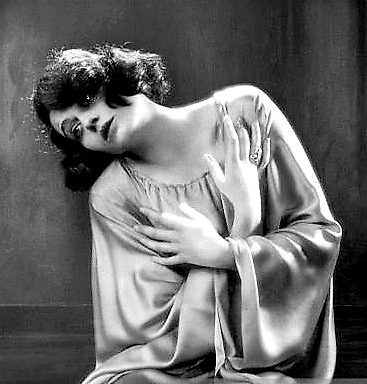
Claire Bauroff

Claire Bauroff (* 26. Februar 1895 in Weißenhorn; † 7. Februar 1984, gebürtig Klara Amanda Anna Baur) war eine deutsche Tänzerin.

## Leben und Wirken
Claire Bauroff nahm in München Schauspielunterricht und zwischen 1913 und 1915 bei Rudolf Bode Tanzunterricht. Sie war Mitglied der Münchner Tanzgruppe um Andreas P. Scheller, die den Modern Dance pflegte, war aber auch als Bühnen- und Filmschauspielerin tätig. 1920 trat sie in dem Film Pán des ungarischen Regisseurs Pál Fejös auf, der wegen der strengen Zensur in Ungarn nicht gezeigt werden durfte.
In den zwanziger Jahren wurde Bauroff durch ihren künstlerischen Nackttanz auf österreichischen und deutschen Bühnen berühmt. Ihre Auftritte in der Berliner Scala waren gefeiert. Ihre Bekanntheit verdankte sie in erster Linie den zu Werbezwecken angefertigten Aktfotografien von Trude Fleischmann, die ausgiebig publiziert wurden. 1925 wurden diese Bilder aus der Vorschauvitrine des Berliner Admiralspalastes, wo Bauroff auftrat, von der Polizei entfernt.
Bauroff war 1925 auch für den populären, damals ein Massenpublikum erreichenden „Kulturfilm“ Wege zu Kraft und Schönheit engagiert worden, der unter anderem Freikörperkultur propagierte. Doch die einzige Szene, in der sie mitwirkte, wurde herausgeschnitten. Erhalten ist nur ein Standfoto.
Der Schriftsteller Hermann Broch, der 1922 eine Affäre mit Bauroff hatte, widmete ihr das Gedicht Die Tänzerin. Broch blieb bis an sein Lebensende 1951 in brieflichem Kontakt mit Bauroff.
Claire Bauroffs ältester Bruder war der bekannte Unternehmer Friedrich Baur, Gründer des Baur Versands Burgkunstadt.

## Filmografie
- Primavera (1920)
- Pàn (1920)
- Wege zu Kraft und Schönheit (1925)